# Провинции Российской империи

Провинции Российской империи в 1727 году

Провинция — административно-территориальная единица Российской империи, существовавшая в 1719—1775 годах.
Деление губерний на провинции было законодательно закреплено 29 мая 1719 года указом Петра I «Об устройстве губерний и об определении в оныя правителей». Согласно этому указу губернии делились на следующие провинции:
| Губерния                     | Провинции |
| ---------------------------- | --- |
| Азовская губерния            | Бахмутская провинция, Воронежская провинция, Елецкая провинция, Тамбовская провинция, Шацкая провинция |
| Архангелогородская губерния  | Архангелогородская провинция, Вологодская провинция, Галицкая провинция, Устюжская провинция |
| Казанская губерния           | Казанская провинция, Пензенская провинция, Свияжская провинция, Уфимская провинция |
| Киевская губерния            | Белгородская провинция, Киевская провинция, Орловская провинция, Севская провинция |
| Московская губерния          | Владимирская провинция, Калужская провинция, Костромская провинция, Московская провинция, Переслав-Залесская провинция, Переяслав-Рязанская провинция, Суздальская провинция, Тульская провинция, Юрьево-Польская провинция                               |
| Нижегородская губерния       | Алатырская провинция, Арзамасская провинция, Нижегородская провинция |
| Рижская губерния             | Рижская провинция, Смоленская провинция |
| Санкт-Петербургская губерния | Белозерская провинция, Великолуцкая провинция, Выборгская провинция, Нарвская провинция, Новгородская провинция, Пошехонская провинция, Псковская провинция, Санкт-Петербургская провинция, Тверская провинция, Углицкая провинция, Ярославская провинция |
| Сибирская губерния           | Вятская провинция, Соликамская провинция, Тобольская провинция |

В 1724 году из Тобольской провинции были выделены Енисейская и Иркутская провинция. В 1726 году Рижская губерния была разделена на Рижскую и Смоленскую, а провинции в ней упразднены.
В ходе реформы 1727 года Белгородская, Орловская и Севская провинции отошли к новой Белгородской губернии, а в Киевской губернии провинций не осталось. 3 провинции Санкт-Петербургской губернии (Пошехонская, Углицкая и Ярославская) отошли к Московской губернии (при этом Пошехонская провинция была упразднена), а 5 провинций (Белозерская, Великолуцкая, Новгородская, Псковская, Тверская) были выделены в новую Новгородскую губернию. Нарвская провинция отошла к Ревельской губернии и была упразднена. Вятская и Соликамская провинции перешли из Сибирской губернии в Казанскую. Годом позже Уфимская провинция перешла из Казанской губернии в особое ведение Сената.
| Провинции на 1728 год        | Провинции на 1728 год |
| Губерния                     | Провинции |
| ---------------------------- | --- |
| Архангелогородская губерния  | Архангелогородская провинция, Вологодская провинция, Галицкая провинция, Устюжская провинция |
| Белгородская губерния        | Белгородская провинция, Орловская провинция, Севская провинция |
| Воронежская губерния         | Бахмутская провинция, Воронежская провинция, Елецкая провинция, Тамбовская провинция, Шацкая провинция |
| Казанская губерния           | Вятская провинция, Казанская провинция, Пензенская провинция, Свияжская провинция, Соликамская провинция |
| Московская губерния          | Владимирская провинция, Калужская провинция, Костромская провинция, Московская провинция, Переслав-Залесская провинция, Переяслав-Рязанская провинция, Суздальская провинция, Тульская провинция, Углицкая провинция, Юрьево-Польская провинция, Ярославская провинция |
| Нижегородская губерния       | Алатырская провинция, Арзамасская провинция, Нижегородская провинция |
| Новгородская губерния        | Белозерская провинция, Великолуцкая провинция, Новгородская провинция, Псковская провинция, Тверская провинция |
| Санкт-Петербургская губерния | Выборгская провинция, Санкт-Петербургская провинция |
| Сибирская губерния           | Енисейская провинция, Иркутская провинция, Тобольская провинция |

| Провинции на 1745 год       | Провинции на 1745 год |
| Губерния                    | Провинции |
| --------------------------- | --- |
| Архангелогородская губерния | Архангелогородская провинция, Вологодская провинция, Галицкая провинция, Устюжская провинция |
| Белгородская губерния       | Белгородская провинция, Орловская провинция, Севская провинция |
| Воронежская губерния        | Бахмутская провинция, Воронежская провинция, Елецкая провинция, Тамбовская провинция, Шацкая провинция |
| Казанская губерния          | Вятская провинция, Казанская провинция, Кунгурская провинция, Пензенская провинция, Свияжская провинция, Симбирская провинция |
| Московская губерния         | Владимирская провинция, Калужская провинция, Костромская провинция, Московская провинция, Переслав-Залесская провинция, Переяслав-Рязанская провинция, Суздальская провинция, Тульская провинция, Углицкая провинция, Юрьево-Польская провинция, Ярославская провинция |
| Нижегородская губерния      | Алатырская провинция, Арзамасская провинция, Нижегородская провинция |
| Новгородская губерния       | Белозерская провинция, Великолуцкая провинция, Новгородская провинция, Псковская провинция, Тверская провинция |
| Оренбургская губерния       | Оренбургская провинция, Ставропольская провинция, Уфимская провинция |
| Сибирская губерния          | Енисейская провинция, Иркутская провинция, Тобольская провинция |

| Провинции на 1775 год       | Провинции на 1775 год |
| Губерния                    | Провинции |
| --------------------------- | --- |
| Азовская губерния           | Азовская провинция, Бахмутская провинция |
| Архангелогородская губерния | Архангелогородская провинция, Вологодская провинция, Галицкая провинция, Устюжская провинция |
| Белгородская губерния       | Белгородская провинция, Орловская провинция, Севская провинция |
| Воронежская губерния        | Воронежская провинция, Елецкая провинция, Тамбовская провинция, Шацкая провинция |
| Выборгская губерния         | Выборгская провинция, Кексгольмская провинция, Кюменегорская провинция |
| Иркутская губерния          | Иркутская провинция, Удинская провинция, Якутская провинция |
| Казанская губерния          | Вятская провинция, Казанская провинция, Пензенская провинция, Пермская провинция, Саратовская провинция (c 25 декабря 1769 года), Свияжская провинция, Симбирская провинция                                                                                            |
| Могилёвская губерния        | Могилёвская провинция, Мстиславская провинция, Оршанская провинция, Рогачёвская провинция |
| Московская губерния         | Владимирская провинция, Калужская провинция, Костромская провинция, Московская провинция, Переслав-Залесская провинция, Переяслав-Рязанская провинция, Суздальская провинция, Тульская провинция, Углицкая провинция, Юрьево-Польская провинция, Ярославская провинция |
| Нижегородская губерния      | Алатырская провинция, Арзамасская провинция, Нижегородская провинция |
| Новгородская губерния       | Белозерская провинция, Новгородская провинция, Олонецкая провинция, Тверская провинция |
| Новороссийская губерния     | Екатерининская провинция, Елисаветградская провинция, Кременчугская провинция |
| Оренбургская губерния       | Исетская провинция, Оренбургская провинция, Уфимская провинция |
| Псковская губерния          | Великолуцкая провинция, Витебская провинция, Двинская провинция, Полоцкая провинция, Псковская провинция |
| Рижская губерния            | Рижская провинция, Эзельская провинция |
| Сибирская губерния          | Енисейская провинция, Тобольская провинция |
| Слободская губерния         | Харьковская провинция, Ахтырская провинция, Изюмская провинция, Острогожская провинция, Сумская провинция |

7 ноября 1775 года деление губерний на провинции было отменено, но они продолжали существовать по мере реформирования губерний до 1780-х годов, переименованные в округа.